# Ojuelos de Jalisco
Ojuelos de Jalisco là một đô thị thuộc bang Jalisco, México. Năm 2005, dân số của đô thị này là 28081 người.